# Де Агостіні
«Де Агостіні» (італ. DeAgostini) — видавничий дім Італії. Був заснований 1901 року географом Джованні Де Агостіні в Рим заради видання італійської географічної енциклопедії. Пізніше компанія переїхала до Новари. Виготовляє і поширює наукові та інформативні колекції науково-пізнавальних журналів і партворків по всьому світу. Відкриття локального представництва ТОВ "Де Агостіні Паблішинг" в Україні відбулось 2007 року. У 2020 році його було ліквідовано.
Після початку вторгнення Росії в Україну компанія продовжила розвивати бізнес та торгівлю в РФ. DeAgostini придбала сезон російського мультсеріалу "Тіма і Тома" для показу на своєму дитячому телеканалі в Італії.  А у 2018 році видавництво представило підручник для італійських школярів, в якому назвало Україну - "розділеним народом". А деякі пострадянські країни — "російським регіоном". Також текст видання містив помилки стосовно опису географічного розташування деяких регіонів країн. Через це у 2021 році посольство України в Італії звернулося до видавництва та назвало викладену ним інформацію «химерною сумішшю фальші та неточностей».
- www.deagostinigroup.com — офіційний сайт «Де Агостіні».